# R
R er den attende bogstav i det latinske alfabet og i det danske alfabet.